# Invocatio
Een invocatio (ook invocatie) of aanroeping is een stijlfiguur waarin een godheid of de muzen wordt aangeroepen, meestal aan het begin van een verhaal. De aangeroepene wordt gezien als een getuige of degene die inspiratie gaf.
voorbeeld
- In de naam van de Heer, (...)
- Bezing de wrok, godin, van Peleus' zoon Achilleus[1]